# Independence (Wisconsin)
Independence es una ciudad ubicada en el condado de Trempealeau en el estado estadounidense de Wisconsin. En el Censo de 2010 tenía una población de 1.336 habitantes y una densidad poblacional de 392,87 personas por km².

## Geografía
Independence se encuentra ubicada en las coordenadas 44°21′42″N 91°25′9″O / 44.36167, -91.41917. Según la Oficina del Censo de los Estados Unidos, Independence tiene una superficie total de 3.4 km², de la cual 3.3 km² corresponden a tierra firme y (2.97%) 0.1 km² es agua.

## Demografía
Según el censo de 2010, había 1.336 personas residiendo en Independence. La densidad de población era de 392,87 hab./km². De los 1.336 habitantes, Independence estaba compuesto por el 88.62% blancos, el 0.07% eran afroamericanos, el 0.07% eran amerindios, el 0.37% eran asiáticos, el 0% eran isleños del Pacífico, el 9.88% eran de otras razas y el 0.97% pertenecían a dos o más razas. Del total de la población el 12.87% eran hispanos o latinos de cualquier raza.